# Ilanija
Ilanija (hebrejsky אִילָנִיָּה, anglicky Ilaniya, v oficiálním seznamu sídel Ilaniyya) je vesnice typu mošav v Izraeli, v Severním distriktu, v Oblastní radě Dolní Galilea.

## Geografie
Leží v oblasti s intenzivním zemědělstvím, v nadmořské výšce 241 metrů v Dolní Galileji nedaleko jihovýchodního okraje údolí Bik'at Tur'an a cca 7 kilometrů severně od hory Tavor. Východně od obce začíná odlesněná a zemědělsky využívaná planina.
Vesnice se nachází cca 12 kilometrů jihozápadně od centra města Tiberias, cca 95 kilometrů severovýchodně od centra Tel Avivu a cca 40 kilometrů jihovýchodně od centra Haify. Ilaniji obývají Židé, přičemž osídlení v tomto regionu je převážně židovské. Oblasti, které obývají izraelští Arabové ale začínají jen cca 4 kilometry západním a severozápadním směrem (aglomerace Nazaretu a arabská sídla v údolí Bejt Netofa). Zhruba 4 kilometry jihovýhodně od Ilanije leží také město Kafr Kama, které obývají izraelští Čerkesové.
Ilanija je na dopravní síť napojena pomocí dálnice číslo 65. Ta se nedaleko od vesnice kříží s dálnicí číslo 77, jež spojuje aglomeraci Haify s Galilejským jezerem.

## Dějiny
Ilanija byla založena v roce 1902. Už roku 1899 zde ale vznikla experimentální židovská farma. Ta se nazývala Sedžera podle nedaleké arabské vesnice Šadžara Ilanija je pak hebrejským překladem tohoto arabského místního názvu.
Šlo o součást sítě židovských zemědělských osad zřizovaných v tehdejší turecké Palestině baronem Edmondem Jamesem de Rothschildem. Právě v této době transformoval baron Rotschild své aktivity v Palestině do profesionálnější organizace Židovské kolonizační sdružení. 11. dubna 1900 byl manažerem farmy Sedžera jmenován Chajim Kalwarijski-Margalijot, který pak odtud zahájil další osidlovací aktivity v regionu Dolní Galileji. Do roku 1904 tak vznikly v okolí židovské vesnice Bejt Gan (dnes součást obce Javne'el) a Milchamija (dnes nazývaná Menachemija). V říjnu 1902 prošla proměnou i samotná Sedžera. Vedle stávající farmy tehdy vznikla civilní vesnice. Deseti nájemcům zde byly přiděleny pozemky po 250 dunamech (25 hektarech). Šlo o privátně hospodařící zemědělskou vesnici typu mošava. Sestávala z 28 statků. Mezi její obyvatele byli vybíráni nejschopnějši absolventi práce v nedaleké cvičné farmě, ale vesnice se kvůli nedostatku vody rozvíjela poměrně pomalu.
Sedžera byla v první dekádě 20. století významným organizačním bodem moderního židovského osidlování Palestiny. V říjnu 1907 převzal na farmě Sedžera odpovědnost za její chod kolektiv zdejších zemědělských dělníků z organizace Poalej Cijon. Téhož roku sem byli posláni na výcvik členové první židovské obranné organizace Bar Giora. V lednu 1908 se strážcem vesnice stal Cvi Becker, který v této funkci nahradil dosavadní ostrahu najímanou z řad muslimských Čerkesů. Z organizace Bar Giora se roku 1909 vyvinul ha-Šomer - oficiální obranná židovská organizace. V den jejího založení (v nedalekém Kfar Tavor) ovšem Arabové zaútočili na Sedžeru a zabili dva zdejší obyvatele. Další útok Arabů na obec se odehrál v září 1912. Počátkem století tu jako zemědělský dělník krátce pracoval i budoucí izraelský premiér David ben Gurion.
Významnou roli sehrála Sedžera (Ilanija) i v roce 1948, během války za nezávislost.Představovala tehdy izolovanou výspu židovského osídlení. V sousedství kromě arabské osady Šadžara stála i velká arabská vesnice Lubija. V červnu 1948 se místní Arabové společně s Arabskou osvobozeneckou armádou Fauzí al-Kaukdžího pokusili o dobytí Ilanije. Její případný pád by totiž přerušil jediné židovské spojení mezi středem země a oblastí okolo Tiberiasu. Arabským dobrovolnickým silám se skutečně dočasně podařilo přerušit silniční spojení jižně od Ilanije, poblíž Kfar Tavor. Pak následovala bitva, při které se v boji zblízka snažili Arabové dobýt Ilaniji. To se ale nezdařilo. V následujících měsících naopak Židé dobyli celou oblast Dolní i Horní Galileji.
Během války za nezávislost také společně s porážkou Arabů skončila existence arabského osídlení v okolí Ilanije. Arabská vesnice Šadžara stála cca 1 kilometr východně od nynějšího mošavu. V křižáckých pramenech byla nazývána Seiera. V obci se nacházela základní škola. V roce 1931 zde žilo 584 obyvatel v 124 domech. Vesnice Lubija stála cca 3 kilometry severovýchodně od dnešní Ilanije (poblíž stávající vesnice Giv'at Avni). Křižáci ji označovali ve středověku jako Lubia. V obci fungovala základní škola. Roku 1931 měla 1850 obyvatel a 405 domů.
Roku 1949 měla Ilanija 260 obyvatel a rozlohu katastrálního území 17 093 dunamů (17,093 kilometrů čtverečních). Během 50. let 20. století populaci posílili četní židovští přistěhovalci. V roce 1957 se vesnice transformovala na družstevní komunitu typu mošav.
V Ilaniji fungují zařízení předškolní péče o děti. Základní škola je v Giv'at Avni. Střední v Tiberiasu. Ekonomika mošavu je založena na zemědělství a turistickém ruchu. Část obyvatel za prací dojíždí mimo obec. Historické jádro Ilanije je památkově chráněno a uchoval se tu soubor původních domů z počátku 20. století, včetně staré školní budovy z roku 1922.

## Pamětihodnosti
Vesnice je vyhlášená jako národní památka, mnoho domů bylo rekonstruováno do podoby z počátku 20. století.
- Zbytky synagogy z byzantské doby.
- Mikve z počátků mošavy (postavená ve starověké pohřební jeskyni či spíše cisterně[20]).
- Dům Naftaliho Fabrikanta - nyní knihovna a vzdělávací středisko.
- Školní budova z r. 1922.

## Demografie
Obyvatelstvo mošavu Ilanija je smíšené, tedy sekulární i nábožensky založené. Podle údajů z roku 2014 tvořili naprostou většinu obyvatel v Ilaniji Židé (včetně statistické kategorie "ostatní", která zahrnuje nearabské obyvatele židovského původu ale bez formální příslušnosti k židovskému náboženství).
Jde o menší sídlo vesnického typu s populací, která po dlouhodobé stagnaci začala po roce 2007 růst. K 31. prosinci 2014 zde žilo 488 lidí. Během roku 2014 populace stoupla o 0,0 %.
| Rok            | 1948 | 1949 | 1961 | 1972 | 1983 | 1995 | 2001 | 2003 | 2004 | 2005 | 2006 | 2007 | 2008 | 2009 | 2010 | 2011 | 2012 | 2013 | 2014 |
| -------------- | ---- | ---- | ---- | ---- | ---- | ---- | ---- | ---- | ---- | ---- | ---- | ---- | ---- | ---- | ---- | ---- | ---- | ---- | ---- |
| Počet obyvatel | 54   | 260  | 205  | 174  | 275  | 361  | 481  | 480  | 477  | 479  | 478  | 493  | 523  | 454  | 453  | 467  | 471  | 488  | 488  |